# Samborzec (gromada)
Samborzec – dawna gromada, czyli najmniejsza jednostka podziału terytorialnego Polskiej Rzeczypospolitej Ludowej w latach 1954–1972.
Gromady, z gromadzkimi radami narodowymi (GRN) jako organami władzy najniższego stopnia na wsi, funkcjonowały od reformy reorganizującej administrację wiejską przeprowadzonej jesienią 1954 do momentu ich zniesienia z dniem 1 stycznia 1973, tym samym wypierając organizację gminną w latach 1954–1972.
Gromadę Samborzec z siedzibą GRN w Samborcu utworzono – jako jedną z 8759 gromad na obszarze Polski – w powiecie sandomierskim w woj. kieleckim, na mocy uchwały nr 13j/54 WRN w Kielcach z dnia 29 września 1954. W skład jednostki weszły obszary dotychczasowych gromad Zajeziorze, Samborzec, Szewce, Polanów, Złota, Zawierzbie i Wielogóra ze zniesionej gminy Samborzec w tymże powiecie. Dla gromady ustalono 23 członków gromadzkiej rady narodowej.
31 grudnia 1959 do gromady Samborzec przyłączono obszar zniesionej gromady Gorzyczany (zawarta w tymże publikatorze informacja o równoczesnym zniesieniu gromady Skotniki i jej włączeniu do gromady Samborzec okazała się błędem, sprostowanym w Dzienniku Urzędowym WRN w Kielcach z 31 marca 1960).
Gromadę Skotniki zniesiono jednak 31 grudnia 1961 włączając jej obszar do gromady Samborzec.
Gromada przetrwała do końca 1972 roku, czyli do kolejnej reformy gminnej. 1 stycznia 1973 reaktywowano gminę Samborzec.